# Pobrežje (Maribor)

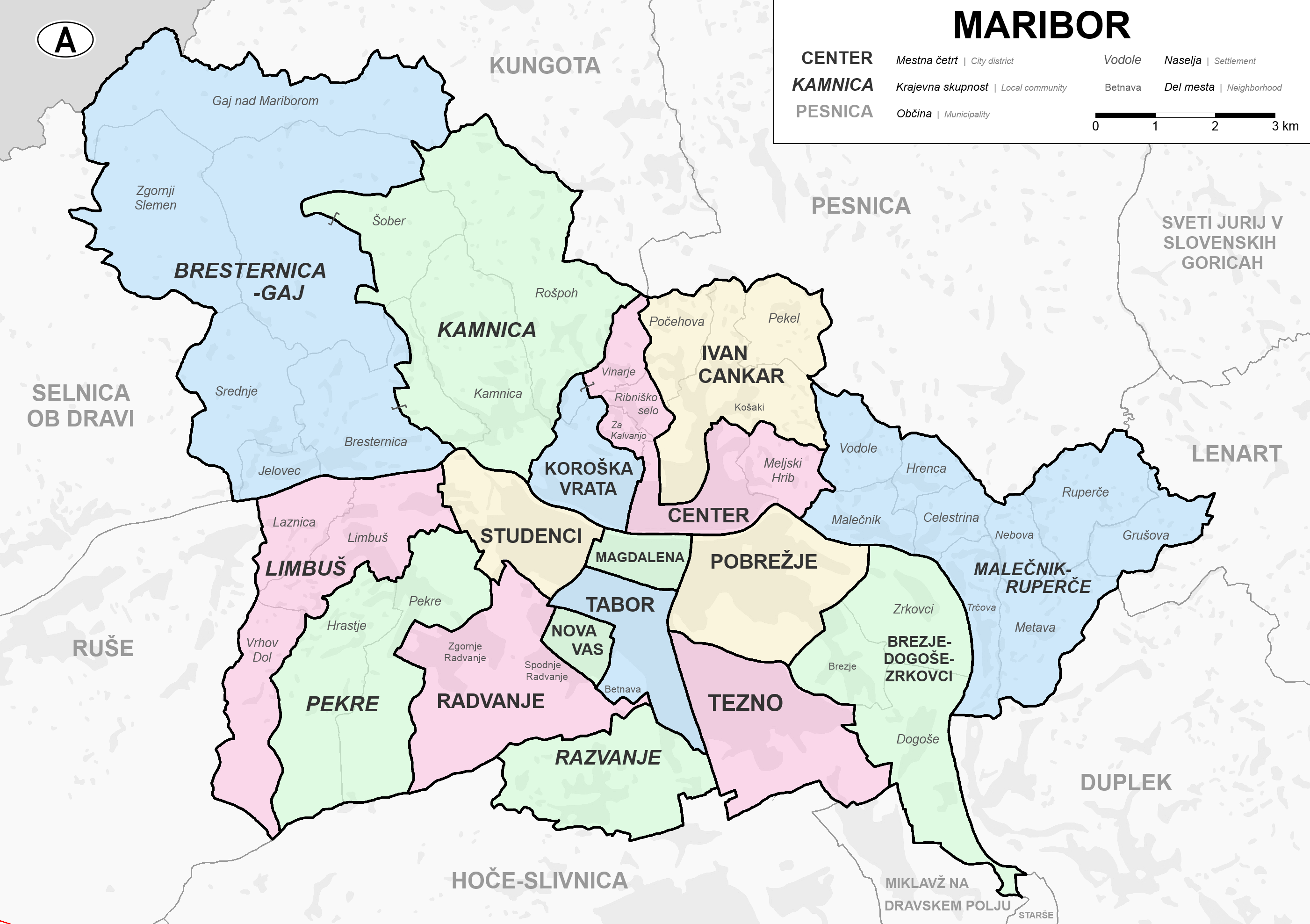
Stadtbezirke und Ortsgemeinschaften von Maribor

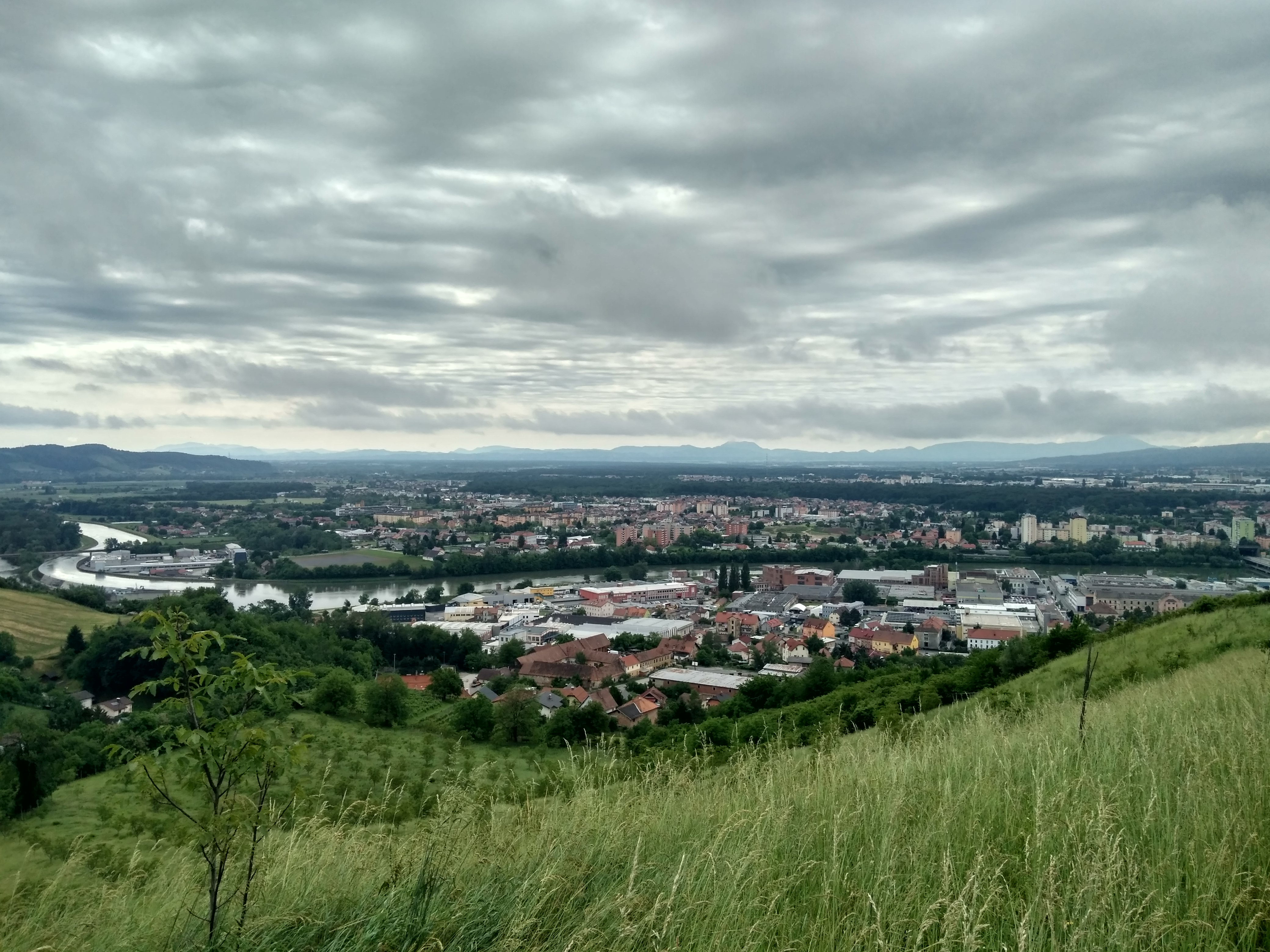
Blick über die Drau Richtung Pobrežje

Mestna četrt Pobrežje, Kurzform: MČ Pobrežje (deutsch Stadtbezirk Pobrežje, historisch: Pobersch bei Marburg, auch Drauweiler) ist der Name eines Stadtbezirks in der slowenischen Stadtgemeinde Maribor (Marburg an der Drau).

## Lage
Der Stadtbezirk wird im Norden durch die Drau begrenzt, im Westen durch die Eisenbahnlinie, in Osten durch die Vzhodna ulica und im Süden durch den Stražun-Wald.
Pobrežje grenzt im Westen an die Stadtviertel Magdalena und Tabor, im Osten an Brezje-Dogoše-Zrkovci, im Süden an Tezno. Jenseits der Drau liegt im Norden der Stadtbezirk Center, verbunden durch die  Doppelstockbrücke. Im Nordosten liegt Malečnik-Ruperče, verbunden durch die Malečnik-Brücke und die Autobahnbrücke. 

## Sehenswürdigkeiten, Bauwerke
- Friedhof von Pobrežje
- Herzenweg der Freundschaft im Stražun-Wald[4]
- Marienkirche Pobrežje[6]
- Autobahnbrücke Maribor
- Doppelstockbrücke (slow. Dvoetažni most)
- Malečnik-Brücke